# 1995年中国渔船遭马来西亚扣留事件
1995年中国渔船遭马来西亚扣留事件，是指1995年3月16日，中华人民共和国“穗渔104”号渔船遭马来西亚海军4艘舰艇扣留的事件。

## 背景
南海被中华人民共和国、中华民国、越南、菲律宾、马来西亚、印度尼西亚、文莱等国家环抱，1840年鸦片战争之前，由于中国各封建王朝国富兵强，周边国家遭到威慑，南海一直在中国各封建王朝的控制之下，鸦片战争之后，清政府积贫积弱，被迫与各西方列强以及大日本帝国签订了一系列不平等条约，开始了割地赔款的屈辱史，20世纪初页，中华民国由于忙于抗日救亡运动和国共内战，海防观念薄弱，周边国家开始陆续侵占南海诸岛并且派遣海军据守。
1994年8月，中华人民共和国“穗渔106”号渔船和船上17名渔民被马来西亚海军的巡逻艇抓捕扣留。

## 事件
1995年3月16日下午，中国渔船进入马来西亚海域，马来西亚海军的4艘舰艇只好扣留中华人民共和国“穗渔104”号渔船，过程中，马来西亚海军向越界的渔船开炮，造成渔船起火。渔船上的16名渔民随后由海军押送到砂拉越州民都鲁中央警察署，其中4人受伤。
7月4日，砂拉越州民都鲁地方法庭开庭审理“中方渔船非法捕捞事件”，传召马来西亚海军的17名军人作证，法庭判决中方渔船罚款267万马币，船长坐牢4个月15天至10月16日，其他渔民坐牢3个月15天至9月23日。
7月22日，民都鲁地方法庭第二次开庭审理此案件，15名渔民的坐牢日期减去2个月，在7月23日释放，船长坐牢日期至8月4日刑满释放。

## 各方反应

### 中华人民共和国

#### 官方
中华人民共和国驻马来西亚大使馆指示古晋总领事馆向该州政府交涉，中华人民共和国驻马来西亚古晋总领事吴德广奔赴州内人民联合党总部，拜见州政府助理工业发展部长沈庆辉，通报事件过程结果和中方的要求。时任驻马领事吴德广也联系各界人士寻求帮助。
中华人民共和国外交部求助马来西亚对华友好人士，友好人士给马来西亚首相马哈迪·莫哈末传话，“中方希望马方妥善处理此事”。

### 马来西亚

#### 官方
马来西亚外交部称，中华人民共和国渔船在马来西亚专属经济区内作业，马方行动是维护国家利益。

#### 民间
马来西亚的社会媒体广泛报道此事，称中华人民共和国渔民入侵马来西亚海域经济区，应该严惩。